# Troels Lund (tv-instruktør)
 For alternative betydninger, se Troels Lund. (Se også artikler, som begynder med Troels Lund)
Troels Lund (født Troels Lund Christensen; 20. august 1974) er en dansk tv-instruktør. Han har instrueret adskillige udgaver af Eurovision Song Contest, Dansk Melodi Grand Prix og X Factor.

## Liv og karriere
Troels Lund har instrueret adskillige sæsoner af X Factor, herunder 2011-finalen, som fandt sted i Parken, og som blandt andet rummede to optrædener af Take That. Publikum bestod af mere end 40.000 mennesker, og det var på dette tidspunkt den største X Factor-finale noget sted i verden.
I 2014, da Eurovision Song Contest fandt sted i Danmark, var Lund multikamerainstruktør på showet, og han scriptede alle optrædener. Hans arbejde for Eurovision Song Contest har også bestået af at instruere showet i Kiev i 2017, hvor Lund også scriptede alle optrædener , og showet i Portugal i 2018, hvor han var senior-multikamerainstruktør.
I Danmark har Lund instrueret Dansk Melodi Grand Prix. Desuden har han instrueret P3 Guld, den årlige musikprisuddeling, som produceres og sendes af DR samt det årlige sportsgallashow Sport, som også produceres og sendes af DR.

## Udvalgte produktioner
- Dansk Melodi Grand Prix (2012, 2013, 2016, 2017, 2018, 2019, 2020)
- Sport (DR) (2009-2019)
- Eurovision Song Contest (Danmark 2014, Kiev 2017, Portugal 2018)
- BLAST Pro (2018)
- P3 Guld (DR) (2016, 2017)
- Toppen af Poppen (2015)
- Kongerigets klogeste (2015)
- Versus (2015)
- The Hit (2014)
- X Factor (2010-2013)
- Skjulte Stjerner (2011)

## Eksterne links
- Official website of Troels Lund
- Troels Lund på Internet Movie Database (engelsk)
- Troels Lund på Filmdatabasen
- Troels Lund på danskefilm.dk